# Deutscher Zement-Bund
Die als Deutscher Zement-Bund (DZB) bezeichnete Organisation wurde 1917 in Berlin gegründet. Es hatte allerdings bereits einen 1877 gegründeten Vorläufer: den Verein Deutscher Portland-Cement-Fabrikanten. Es ist die wirtschaftliche Vereinigung der deutschen Zementindustrie.
Sein Gegenstand ist die wissenschaftliche Forschung in der Zementherstellung.
Zum Deutschen Zement-Bund arbeiteten drei Zement-Syndikate zusammen. Das waren der Norddeutsche Zementverbund, der Rheinisch-Westfälische Zementverbund und die Süddeutsche Zementverkaufsstelle.
Heinrich (Julius) Müller (1862–1927) war ihr erster Präsident, ihm folgte 1927 Bernhard Averbeck (1874–1930). Es gab eine Zeitschrift: Die Betonstraße bzw. Die Straße, die u. a. von Friedrich August Finger redigiert wurde. Es ging u. a. um den Betonstraßenbau und damit um den Bau der Autobahnen. Außerdem erschien jährlich ein Zement-Kalender im Zement-Verlag Berlin. Von 1926 bis 1940 erschien der Betonstraßenbau in Deutschland im Zement-Verlag Berlin.
Heute heißt der Verband Verein Deutscher Zementwerke e.V. mit Sitz in Düsseldorf. Er hat mehrere Publikationsreihen. Die Mitgliederzahl ist unverhältnismäßig größer.